# Penicillium allii
Penicíllium állii (лат.) — вид несовершенных грибов (телеоморфная стадия неизвестна), относящийся к роду Пеницилл (Penicillium).
Вызывает гниль чеснока.

## Описание
Колонии на агаре Чапека быстрорастущие, зернистые до пучковатых, с обильным серо-зелёным спороношением. Капельки экссудата красно-коричневый. На CYA колонии на 7-е сутки 2,5—4 см в диаметре, зернистые, иногда едва пучковатые, с тускло-зелёнвм спороношением. Экссудат в виде мелких бесцветных, жёлтых или коричневых капелек. Реверс тёмно-коричневый, часто в среду выделяется янтарно-коричневый пигмент. На агаре с солодовым экстрактом (MEA) спороношение тускло-зелёное, реверс бежевый или жёлто-коричневый. На агаре с дрожжевым экстрактом и сахарозой (YES) спороношение обильное, реверс жёлто-коричневый.
При 5 °C и 37 °C рост отсутствует. При 30 °C образуются стерильные микроколонии до 5 мм в диаметре.
Конидиеносцы шероховатые, преимущественно трёхъярусные, иногда неправильные, 75—400 мкм длиной, 3,5—5 мкм толщиной. Веточки 10—25 мкм длиной. Метулы 7,5—13 мкм длиной. Фиалиды 6,5—11 × 2,8—3,2 мкм. Конидии шаровидные, гладкостенные, 3—4,5 мкм в диаметре.

### Отличия от близких видов
Наиболее близок Penicillium hirsutum, от которого отличается неспособностью образовывать коремии и менее многочисленными светлыми каплями экссудата на колониях. От Penicillium albocoremium, Penicillium radicicola и Penicillium tulipae отличается тёмно-коричневой окраской реверса.

## Экология и значение
Встречается на чесноке, реже на различных луках, иногда — на рисе. Вызывает серьёзные поражения чеснока.
Продуцент токсичного рокфортина C.

## Таксономия
Penicillium allii Vincent & Pitt, Mycologia 81 (2): 300 (1989).

### Синонимы
- Penicillium hirsutum var. allii (Vincent & Pitt) Frisvad, 1989